# فاروپنم
فاروپنم (به انگلیسی: Faropenem) یک آنتی بیوتیک بتا-لاکتام است که از نظر خوراکی فعال بوده و متعلق به گروه پنم‌ها است. این ترکیب در برابر برخی اشکال بتالاکتاماز وسیع الطیف مقاوم است. این دارو برای استفاده به صورت خوراکی در دسترس است.